# Amomum bicornutum
Amomum bicornutum är en enhjärtbladig växtart som beskrevs av Henry Nicholas Ridley. Amomum bicornutum ingår i släktet Amomum och familjen Zingiberaceae. Inga underarter finns listade i Catalogue of Life.